# Karl Kristian Steincke
Karl Kristian Steincke, né le 25 août 1880 à Viskinge (Danemark) et mort le 8 avril 1963 à Frederiksberg (Danemark), est un homme politique danois, membre des Sociaux-démocrates, ancien ministre et député au Parlement (le Landsting). Il est reconnu comme étant l'un des architectes principaux de la politique eugénique danoise des années 1920 à 1970.

## Eugénisme
Steincke est surtout connu pour son livre The Future's Social Welfare (danois : Fremtidens forsørgelsesvæsen) de 1920 dans lequel il écrit:    
"Nous traitons l'individu inférieur avec tout le soin et l'amour, mais lui interdisons, en retour, seulement de se reproduire."
Son livre est à la base des lois danoises sur l'eugénisme, la stérilisation et la castration forcées des éléments indésirables. Steincke considérait la prévention de la reproduction des «individus inférieurs» comme importante pour la société, comme pour les enfants des «individus inférieurs».
On estime que plus de 11.000 femmes danoises furent stérilisées de force entre 1929 et 1967,,.